# تلمبه ساعی‌زاده
تلمبه ساعی‌زاده یک منطقهٔ مسکونی در ایران است که در دهستان ارزوئیه واقع شده‌است. تلمبه ساعی‌زاده ۴۷ نفر جمعیت دارد.